# Mittelfischbach
Mittelfischbach är en kommun och ort i Rhein-Lahn-Kreis i det tyska förbundslandet Rheinland-Pfalz. Mittelfischbach, som för första gången nämns i ett dokument från år 1348, har cirka 100 invånare.
Kommunen ingår i kommunalförbundet Verbandsgemeinde Aar-Einrich tillsammans med ytterligare 30 kommuner.